# Claudine Rinner
Claudine Rinner (nacida en 1965) es una astrónoma aficionada francesa del Observatorio Ottmarsheim (224)  y descubridora de planetas menores, quien recibió el Premio Edgar Wilson por descubrir tres cometas.

## Biografía
Rinner vive en Ottmarsheim en Alsacia, Francia. 
Descubrió tres cometas utilizando un telescopio robótico de 0,5 metros ubicado en Marruecos. Ganó el Premio Edgar Wilson 2013 por descubrir los tres cometas que fueron designados como P / 2011 W2 Rinner, C / 2012 CH17 y P / 2013 CE31M. Hubo siete premios ese año y se compartieron $ 42,000 entre ellos.

### Premios y honores
El asteroide 23999 Rinner, descubierto por el astrónomo aficionado francés Laurent Bernasconi en 1999, fue nombrado en su honor. La cita de nombramiento oficial fue publicada por el Centro de Planetas Menores el 21 de julio de 2005 (M.P.C. 54566).

## Descubrimientos
Claudine Rinner está acreditada por el Minor Planet Center con el descubrimiento de 59 planetas menores entre 2004 y 2007. Tres de ellos fueron co-descubrimientos con François Kugel.